# Свинино (Тамбовская область)
Свинино — село в Петровском районе Тамбовской области России. 
Административный центр Плавицкого сельсовета.

## География
Расположено на реке Плавица, в 24 км к юго-востоку от райцентра, села Петровское, и в 79 км к юго-западу от центра Тамбова.

## Население
| 2002 | 2010 |
| ---- | ---- |
| 848  | ↘645 |

Согласно результатам переписи 2002 года, в национальной структуре населения русские составляли 98 % от жителей.